# Farakala
Farakala is een gemeente (commune) in de regio Sikasso in Mali. De gemeente telt 7600 inwoners (2009).
De gemeente bestaat uit de volgende plaatsen:
- Farakala I
- Farakala II
- Fokognuma-Diassa
- Gniriwani
- Ifola
- Kalifabougou
- Kandiadougou
- M'Pêdougou
- Nangola
- Notanso
- Oussélékédiassa
- Wayéré